# Bo Wiget
Bo Wiget (* 11. Januar 1971 in Wattwil, Schweiz) ist ein Schweizer Cellist und Komponist. Er bewegt sich zwischen klassischer Musik, Neuer Improvisationsmusik und Rockmusik. Ausserdem ist er als Theatermusiker und Performance-Künstler aktiv.

## Leben
Bo Wiget wuchs in Wattwil, Altstätten und Fribourg auf, wo er die Schulen besuchte, sich zum Primarlehrer ausbilden liess und klassischen Cellounterricht erhielt. Seit 1989 unternahm er verschiedene Projekte in Rock-, Jazz und experimenteller Musik sowie Theater- und Tanzprojekte. 1998 begann seine Zusammenarbeit mit dem Gitarristen und bildenden Künstler Luigi Archetti, mit dem er mehrere CDs und Experimental-Videos veröffentlichte und Konzerte in Europa und Japan spielte. Seit 2007 gab er Performances als Beide Messies mit dem Tänzer und Singer-Songwriter Andreas A. Müller. Bo Wiget komponiert und arrangiert für Theater- und Tanzproduktionen, in welchen er zum Teil auch mitspielt, zum Beispiel am Schauspielhaus Zürich, Theater Neumarkt, Theater Freiburg, Schauspielhaus Bochum, an der Volksbühne Berlin, Staatsoper Berlin, am Staatstheater Hannover, Staatstheater Saarbrücken und  Staatstheater Braunschweig. Er arbeitet mit Gruppen und Regisseuren und Regisseurinnen wie Wunderbaum (Rotterdam NL), Stefan Kaegi (Rimini Protokoll), Meg Stuart (Damaged Goods), Christina Rast, Christoph Frick und Niklaus Helbling.
Als Live-Musiker (Cello und Elektronik) spielt Bo Wiget mit Musikern unterschiedlichster Couleur wie Tetuzi Akiyama, Iva Bittová, Jan Galega Brönnimann, Asya Fateyeva, Joachim Irmler, Margareth Kammerer, Wolfgang Katschner (Lautten Compagney), Kōichi Makigami, Simon Lenski, Lucas Niggli, Hahn Rowe, Martin Schütz, Selah Sue (Accoustic Tour 2018), Taku Sugimoto, Christian Weber, Michael Wertmüller, Bernhard Zachhuber. Ausserdem gab es Auftritte, Performances und Zusammenarbeiten mit Schauspielern, Tänzern und Dichtern wie Eva Brunner, Rosalind Crisp, Martin Engler, Christian Filips, Isabelle Menke, Monika Rinck, Raphael Urweider und Leopold von Verschuer.
Als Komponist schreibt und arrangiert Bo Wiget u. a. für den Staats- und Domchor Berlin, die Sing-Akademie zu Berlin, die Lautten Compagney, das Duo Rossini, die Argovia Philharmonic sowie für verschiedene Solistinnen und Solisten.
Bo Wiget ist mit der Schauspielerin Eva Brunner verheiratet und lebt in Berlin.

## Diskografie
- Luigi Archetti, Bo Wiget: Low Tide Digitals (Rune Grammofon/ECM) CD 2001
- Prêt-à-Porter: Songs of Cole Porter in a new outfit (Brambus 200259-2)
- Akiyama, Sugimoto, Wiget: PeriodicDrift-Hokou-Spazieren (Hcorp., NZ) CD 2001
- Archetti, Wiget: Low Tide Digitals II on Rune Grammofon (RCD2046)
- Wiget, Lenski: Die Vögelein schweigen im Walde (radical duke entertainment 2008)
- Archetti, Wiget: Low Tide Digitals III on Rune Grammofon (RCD2096)
- Jason Kahn: Sin Asunto mit Christian Weber, V. Miloud, Jason Kahn (2010)
- Bo Wiget solo, Cello & Gesang: Bukolisk Mimikri; Edition für Trenn- und Mischkunst (2017)
- «Hüte Dich, bleib wach und munter – Lieder über die Nacht von Robert Schumann», bearbeitet für 2 Celli und Sopran (Bella Music 2017)
- "Faltenwürfe" für Sopran und Klavier nach Texten von Raphael Urweider auf der CD «Berliner Komponisten» (Kreuzberg Records 2017)
- "Ruach" kammermusikalische Werke von M. Deohlemann und Bo Wiget, mit versch. Interpretinnen und Interpreten  (YeoTone 2021)

## Auszeichnungen
- 1999 Impulse Preis für «Bambifikation», Theaterstück von Mass&Fieber
- 2003 Förderpreis der Stadt Konstanz
- 2007 2. Preis in der Sparte «Bestes Deutsches Musikvideo»  bei den Internationalen Kurzfilmtagen Oberhausen für «I have seen you dancing better than this» von Archetti/Wiget[2]
- 2008 2. Preis in der Sparte «Bestes Deutsches Musikvideo» bei den Kurzfilmtagen Oberhausen für «Bestes Deutsches Musikvideo» von Archetti/Wiget[3]
- 2009 Hörspiel des Monats August für die alarmbereiten von Kathrin Röggla / Leopold von Verschuer (Komposition)
- 2013 Honorable Mention für die Komposition Odem für Blasorchester des Kompositionswettbewerbes FIMS, Fribourg
- 2016 Hörspiel des Monats Juli für Normalverdiener von Katrin Röggla, Regie: Leopold von Verschuer (Komposition).
- 2019 Hörspiel des Monats März für Hafen von Mishka Lavigne, Regie: Anouschka Trocker (Komposition).
- 2023 Hörspiel des Monats November für Die Konferenz der Flüsse von Frank Raddatz und Denise Reimann, Regie: Leopold von Verschuer (Komposition).